# Dušica Radočaj
Dušica Radočaj (Rogoznica, Šibenik, 20. srpnja 1933. – Pula, 27. travnja 2021.), bila je hrvatska domovinska i iseljenička književnica

## Životopis
Rodila se je u Rogoznici pokraj Šibenika. Najstarije je dijete od jedanaestero žive djece u obitelji. S deset godina s obitelji je preselila u Šibenik, gdje je završila pučku školu, zatim glazbenu i gimnaziju. Studirala je u Zagrebu na Pravnom fakultetu. Radila je u Leksikografskom zavodu. Sa suprugom i djecom je godine 1968. otišla u Njemačku gdje je ostala živjeti u gradu Ulmu. Tek od početka 1980-ih piše pjesme. Jedan je ciklus objavila u Hrvatskoj reviji, a pojedinačne pjesme u nekoliko listova.

## Djela
Objavila je zasebice djela:
- Božićna žrtvica (knjižica božićnih pjesama), 1989.
- Na domak velikom cvijetu (pjesme), München-Barcelona 1990.

## Nagrade i priznanja
- Šimun Šito Ćorić uvrstio ju je u svoju antologiju 60 hrvatskih emigrantskih pisaca.[1]